# إيفان ماري
إيفان ماري (بالفرنسية: Yvan Marie)‏ ولد بتاريخ 10 مايو 1913 في فرنسا، وتوفي في 9 أبريل 1988 في فرنسا، كان دراج فرنسي.

## روابط خارجية
- إيفان ماري على موقع أرشيف الدراجات (الإنجليزية)
- إيفان ماري على موقع إحصائيات الدراجات الإحترافية (الإنجليزية)